# Ólafur Stígsson
Ólafur Ingi Stígsson (16 dicembre 1975) è un ex calciatore islandese, di ruolo difensore.

## Carriera

### Club
Stígsson cominciò la carriera con la maglia del Fylkir, per poi passare agli scozzesi dell'East Fife. Nel 1997, tornò a giocare nel Fylkir, mentre nel 1998 fu ingaggiato dal Valur. Nel 2000 ritornò ancora al Fylkir, finché non fu acquistato dai norvegesi del Molde nel 2002. Esordì nella Tippeligaen in data 13 aprile, subentrando a Magne Hoseth nella vittoria per 2-0 sul Brann. Nel 2004, fece ritorno al Fylkir e vi restò fino al 2010. Nel 2011, giocò nell'Elliði.

### Nazionale
Stígsson rappresentò diverse selezioni giovanili islandesi. Collezionò anche 9 presenze per la Nazionale maggiore.